# Скокови у воду на Летњим олимпијским играма 2016 — торањ 10 м за мушкарце
Такмичење у скоковима у воду у дисциплини скокови са торња за мушкарце на Летњим олимпијским играма 2016. у Рио де Жанеиру одржано је 19. и 20. августа на базену Центра за водене спортове Марија Ленк смештеном у четврти Бара да Тижука.
На такмичењу је учестовало 28 скакача из 18 земаља, а такмичење се одржало у три етапе. Првог дана скакане су квалификације у којима је сваки скакач извео по 6 скокова, а пласман у полуфинале остварило је 18 скакача са најбољим резултатима. У полуфиналу које је одржано у преподневном термину 20. августа скакало се нових 6 серија, а пласман у финале остварило је првих 12 такмичара. Финале је одржано 20. августа, а победници су одлучени након нових шест серија скокова. 
Златну медаљу освојио је Кинез Чен Ајсен, сребро је припало Мексиканцу Херману Санчезу, док је бронзану медаљу освојио Дејвид Бодаја из Сједињених Држава.

## Освајачи медаља
|                 | Резултат |                     | Резултат |                     | Резултат |
|                 |          |                     |          |                     |          |
| Чен Ајсен (CHN) | 585,30   | Херман Санчез (MEX) | 532,70   | Дејвид Бодаја (USA) | 525,25   |

## Резултати
| Плас. | Скакач                 | Квалификације | Квалификације | Полуфинале       | Полуфинале       | Финале           | Финале           | Финале           | Финале           | Финале           | Финале           | Финале           | Финале           |
| Плас. | Скакач                 | Бод.          | Плас.         | Бод.             | Плас.            | Скок 1           | Скок 2           | Скок 3           | Скок 4           | Скок 5           | Скок 6           | ∑                | Плас.            |
| ----- | ---------------------- | ------------- | ------------- | ---------------- | ---------------- | ---------------- | ---------------- | ---------------- | ---------------- | ---------------- | ---------------- | ---------------- | ---------------- |
| 1.    | Чен Ајсен (CHN)        | 545,35        | 3.            | 559,90           | 1.               | 96,90            | 78,75            | 102,60           | 93,60            | 105,45           | 108,00           | 585,30           |                  |
| 2.    | Херман Санчез (MEX)    | 430,05        | 12.           | 462,05           | 9.               | 84,15            | 81,60            | 82,50            | 98,05            | 95,20            | 91,20            | 532,70           |                  |
| 3.    | Дејвид Бодаја (USA)    | 496,55        | 4.            | 458,35           | 10.              | 88,20            | 94,40            | 81,60            | 90,00            | 102,60           | 68,45            | 525,25           |                  |
| 4.    | Бенжамин Офре (FRA)    | 470,45        | 5.            | 477,00           | 4.               | 80,00            | 86,70            | 76,50            | 94,05            | 89,10            | 81,00            | 507,35           | 4.               |
| 5.    | Мартин Волфрам (GER)   | 468,80        | 6.            | 466,15           | 8.               | 90,00            | 76,80            | 95,20            | 59,40            | 86,40            | 85,10            | 492,90           | 5.               |
| 6.    | Ћу Бо (CHN)            | 564,75        | 2.            | 504,70           | 2.               | 94,50            | 47,25            | 102,00           | 102,60           | 47,50            | 94,35            | 488,20           | 6.               |
| 7.    | Рафаел Кинтеро (PUR)   | 456,55        | 10.           | 471,20           | 7.               | 65,60            | 90,65            | 81,60            | 81,60            | 79,20            | 86,70            | 485,35           | 7.               |
| 8.    | Виктор Минибајев (RUS) | 462,25        | 8.            | 474,10           | 6.               | 81,60            | 70,30            | 86,70            | 79,20            | 72,00            | 91,80            | 481,60           | 8.               |
| 9.    | Саша Клајн (GER)       | 463,40        | 7.            | 475,00           | 5.               | 65,60            | 90,65            | 94,50            | 37,80            | 81,60            | 54,00            | 424,15           | 9.               |
| 10.   | Иван Гарсија (MEX)     | 418,90        | 15.           | 497,55           | 3.               | 88,80            | 73,80            | 54,00            | 91,80            | 30,75            | 79,80            | 418,95           | 10.              |
| 11.   | Ву Харам (KOR)         | 438,45        | 11.           | 453,85           | 12.              | 76,50            | 81,60            | 85,00            | 57,60            | 47,25            | 66,60            | 414,55           | 11.              |
| 12.   | Домоник Беџгуд (AUS)   | 413,85        | 17.           | 454,95           | 11.              | 72,00            | 86,40            | 68,45            | 44,55            | 44,20            | 88,20            | 403,80           | 12.              |
| 13.   | Стил Џонсон (USA)      | 403,75        | 18.           | 447,85           | 13.              | Није се пласирао | Није се пласирао | Није се пласирао | Није се пласирао | Није се пласирао | Није се пласирао | Није се пласирао | Није се пласирао |
| 14.   | Венсан Ријендо (CAN)   | 419,50        | 14.           | 436,30           | 14.              | Није се пласирао | Није се пласирао | Није се пласирао | Није се пласирао | Није се пласирао | Није се пласирао | Није се пласирао | Није се пласирао |
| 15.   | Џејмс Конор (AUS)      | 457,05        | 9.            | 419,10           | 15.              | Није се пласирао | Није се пласирао | Није се пласирао | Није се пласирао | Није се пласирао | Није се пласирао | Није се пласирао | Није се пласирао |
| 16.   | Уго Паризи (BRA)       | 422,45        | 13.           | 417,15           | 16.              | Није се пласирао | Није се пласирао | Није се пласирао | Није се пласирао | Није се пласирао | Није се пласирао | Није се пласирао | Није се пласирао |
| 17.   | Никита Шлејхер (RUS)   | 418,15        | 16.           | 415,75           | 17.              | Није се пласирао | Није се пласирао | Није се пласирао | Није се пласирао | Није се пласирао | Није се пласирао | Није се пласирао | Није се пласирао |
| 18.   | Том Дејли (GBR)        | 571,85        | 1.            | 403,25           | 18.              | Није се пласирао | Није се пласирао | Није се пласирао | Није се пласирао | Није се пласирао | Није се пласирао | Није се пласирао | Није се пласирао |
| 19.   | Максим Бушар (CAN)     | 398,15        | 19.           | Није се пласирао | Није се пласирао | Није се пласирао | Није се пласирао | Није се пласирао | Није се пласирао | Није се пласирао | Није се пласирао | Није се пласирао | Није се пласирао |
| 20    | Виктор Ортега (COL)    | 386,85        | 20.           | Није се пласирао | Није се пласирао | Није се пласирао | Није се пласирао | Није се пласирао | Није се пласирао | Није се пласирао | Није се пласирао | Није се пласирао | Није се пласирао |
| 21.   | Хесус Лиранцо (VEN)    | 385,55        | 21.           | Није се пласирао | Није се пласирао | Није се пласирао | Није се пласирао | Није се пласирао | Није се пласирао | Није се пласирао | Није се пласирао | Није се пласирао | Није се пласирао |
| 22.   | Ој Це Љанг (MAS)       | 379,50        | 22.           | Није се пласирао | Није се пласирао | Није се пласирао | Није се пласирао | Није се пласирао | Није се пласирао | Није се пласирао | Није се пласирао | Није се пласирао | Није се пласирао |
| 23.   | Роберт Паез (VEN)      | 378,20        | 23.           | Није се пласирао | Није се пласирао | Није се пласирао | Није се пласирао | Није се пласирао | Није се пласирао | Није се пласирао | Није се пласирао | Није се пласирао | Није се пласирао |
| 24.   | Вадим Каптур (BLR)     | 353,85        | 24.           | Није се пласирао | Није се пласирао | Није се пласирао | Није се пласирао | Није се пласирао | Није се пласирао | Није се пласирао | Није се пласирао | Није се пласирао | Није се пласирао |
| 25.   | Себастијан Виља (COL)  | 350,40        | 25.           | Није се пласирао | Није се пласирао | Није се пласирао | Није се пласирао | Није се пласирао | Није се пласирао | Није се пласирао | Није се пласирао | Није се пласирао | Није се пласирао |
| 26.   | Јевгениј Корољев (BLR) | 347,80        | 26.           | Није се пласирао | Није се пласирао | Није се пласирао | Није се пласирао | Није се пласирао | Није се пласирао | Није се пласирао | Није се пласирао | Није се пласирао | Није се пласирао |
| 27.   | Мајкол Верцото (ITA)   | 313,10        | 27.           | Није се пласирао | Није се пласирао | Није се пласирао | Није се пласирао | Није се пласирао | Није се пласирао | Није се пласирао | Није се пласирао | Није се пласирао | Није се пласирао |
| 28.   | Мохаб ел Корди (EGY)   | 305,50        | 28.           | Није се пласирао | Није се пласирао | Није се пласирао | Није се пласирао | Није се пласирао | Није се пласирао | Није се пласирао | Није се пласирао | Није се пласирао | Није се пласирао |